# Paško Rakić
Paško Rakić (Ruma, 1933.) je hrvatski, srbijanski i američki liječnik. Hrvatski je akademik od 1990., srbijanski od 1985. godine.

## Životopis
Studirao je u na Sveučilištu u Beogradu, gdje je diplomirao 1959. godine. Ondje se zaposlio na sveučilištu, gdje je proveo deset godina.
Nakon toga je otišao predavati u SAD, u Boston. Ondje je proveo osam godina. Predavao je neuropatologiju na sveučilištu Harvard.
Nakon Harvarda, otišao je u New Haven, gdje je predavao na sveučilištu Yale neuroanatomiju i neurobiologiju.
Godine 1990. postao je dopisnim članom HAZU, a sveučilište u Zagrebu mu je 1995. dodijelilo počasni doktorat.
Među njegovim poznatim otkrićima i doprinosima prvi opis neurogeneze u subventrikularnoj zoni.

## Nagrade
- 15. godišnja Bristol-Meyers Squibb Award
- Kavli nagrada za neuroznanost 2008.